# Sanguinheira
Sanguinheira é uma povoação portuguesa sede da Freguesia de Sanguinheira do Município de Cantanhede, freguesia com 26,61 km² de área e 1753 habitantes (censo de 2021), tendo, por isso, uma densidade populacional de 65,9 hab./km².
A Freguesia de Sanguinheira foi criada pela Lei n.º 23/86, de 19 de agosto, com lugares desanexados da Freguesia de Cadima.
Ficando a sede situada a 10 km da cidade de Cantanhede, a oeste da mesma, a freguesia limita com a Freguesia de Cadima, a leste, a Freguesia de São Caetano, a norte, a Freguesia da Tocha, a oeste, e a freguesia de Arazede (em Montemor-o-Velho), a sul.
Alem da sede, a Freguesia de Sanguinheira é composta pelos lugares de Carreiros, Casal dos Netos, Corgo Encheiro, Escoural, Feitoso, Fervença, Freches, Gesteira, Grou, Lagoa Alta, Lagoa Negra, Lombo Folar, Moita, Palhagueira, Pedras Ásperas, Recachos, Taipinas e Tavaredes.
As suas terras aráveis são excelentes para a produção de milho, a batata, o feijão e produtos hortícolas variados. Tem também uma significativa criação de gado bovino e a produção de leite atinge diariamente, em média, 25 mil litros.
Desde 2000, Sanguinheira é considerada a capital da farinheira.[carece de fontes?]

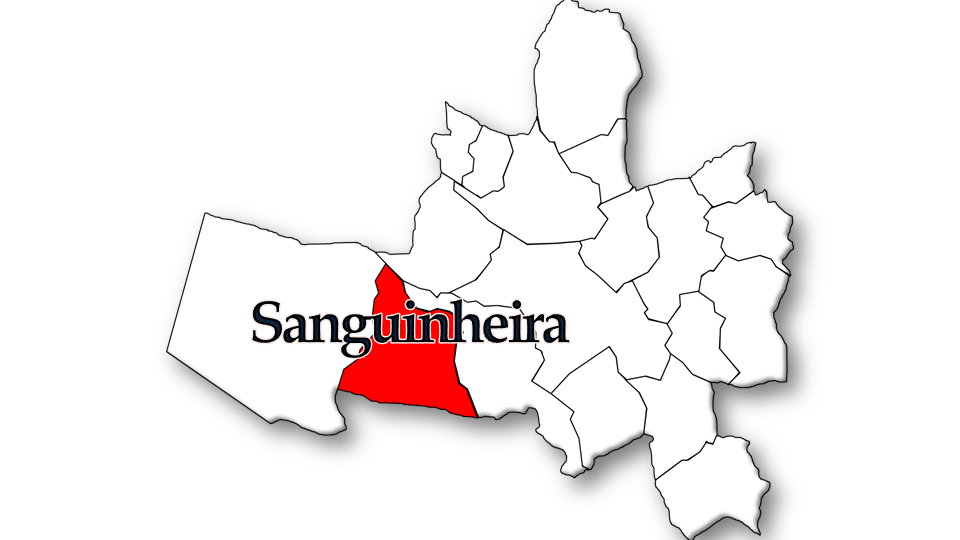
Localização da freguesia no Município de Cantanhede

## Demografia
A população registada nos censos foi:
| Distribuição da População por Grupos Etários | Distribuição da População por Grupos Etários | Distribuição da População por Grupos Etários | Distribuição da População por Grupos Etários | Distribuição da População por Grupos Etários |
| -------------------------------------------- | -------------------------------------------- | -------------------------------------------- | -------------------------------------------- | -------------------------------------------- |
| Ano                                          | 0-14 Anos                                    | 15-24 Anos                                   | 25-64 Anos                                   | > 65 Anos                                    |
| 2001                                         | 329                                          | 318                                          | 1149                                         | 362                                          |
| 2011                                         | 241                                          | 199                                          | 1035                                         | 426                                          |
| 2021                                         | 186                                          | 177                                          | 910                                          | 480                                          |

## História
As origens da Sanguinheira perdem-se no tempo. Apesar de haver poucos documentos sobre a sua fundação, aparecem referências directas de alguns lugares que constituem a freguesia actual. Destes deve-se mencionar Corgo do Encheiro, Escoural, Fervença e Pedras Ásperas, que foram outrora mais influentes do que Sanguinheira. Até então, todas esta povoações pertenciam ora ao concelho de Arazede, ora ao concelho de Cadima, até que este foi extinto devido à reforma liberal do século XIX.
É com a fundação da paróquia que a localidade começa a ter uma certa autonomia, ainda que apenas no plano religioso. A paróquia, cujos padroeiros são o Imaculado Coração de Maria e a Nossa Senhora Desatadora dos Nós, foi erecta por decreto episcopal em 1945, sendo então bispo de Coimbra Dom António Antunes. A Freguesia civil de Sanguinheira veio a ser criada no dia 3 de Julho de 1986.
Fazendo parte do Baixo Mondego, esta freguesia possui recursos variados. Embora a sua ocupação económica seja prioritariamente primária, existem já indústrias secundárias e terciárias. Quanto ao associativismo, a Sanguinheira também tem várias edilidades de cariz sócio-cultural, sendo de destacar o Centro de Recreio e Cultura de Sanguinheira. Esta edilidade tem dignificado a freguesia através da realização de espetáculos de teatro e folclore em todo o país.

## Património
- Património cultural e edificado: Igreja Paroquial da Sanguinheira, Capela das Pedras Ásperas, Capela da Lagoa Alta, Capelinha da Nossa Senhora Desatadora dos Nós, Busto de Homenagem a Maria Clementina Sequeira, Cruzeiro das Pedras Ásperas, Cruzeiro no largo Maria Clementina Sequeira, Cruzeiro junto à escola da Sanguinheira, Fonte do Casal dos Netos, Fonte da Gesteira, Fonte do Raposeiro, Alminhas da Gesteira.
- Artesanato: Cestaria em Vime, Chamadores de Anjos.
- Gastronomia: Farinheira com Ovos; Farinheira com Couves; Carapauzito à moda de Sanguinheira.
- Outros Locais de interesse turístico: Pedras Ásperas, Moínhos de Fervença, Lagoa Negra e Lagoa Alta.